# Пітерсбург (округ Бун, Кентуккі)
Пітерсбург (англ. Petersburg) — переписна місцевість (CDP) в США, в окрузі Бун штату Кентуккі. Населення — 500 осіб (2020).

## Географія
Пітерсбург розташований за координатами 39°2′39″ пн. ш. 84°50′50″ зх. д. / 39.04417° пн. ш. 84.84722° зх. д. (39.044283, -84.847243).  За даними Бюро перепису населення США в 2010 році переписна місцевість мала площу 18,17 км², з яких 16,03 км² — суходіл та 2,14 км² — водойми.

## Демографія
Згідно з переписом 2010 року, у переписній місцевості мешкало 620 осіб у 218 домогосподарствах у складі 168 родин. Густота населення становила 34 особи/км².  Було 247 помешкань (14/км²).
Расовий склад населення:
| - 95,0 % — білих - 0,6 % — корінних американців - 0,3 % — азіатів - 1,0 % — осіб інших рас |

До двох чи більше рас належало 3,1 %. Частка іспаномовних становила 1,1 % від усіх жителів.
За віковим діапазоном населення розподілялося таким чином: 23,7 % — особи молодші 18 років, 63,4 % — особи у віці 18—64 років, 12,9 % — особи у віці 65 років та старші. Медіана віку мешканця становила 39,9 року. На 100 осіб жіночої статі у переписній місцевості припадало 114,5 чоловіків;  на 100 жінок у віці від 18 років та старших — 116,0 чоловіків також старших 18 років.
За межею бідності перебувало 17,1 % осіб, у тому числі 33,3 % дітей у віці до 18 років та 37,9 % осіб у віці 65 років та старших.
Цивільне працевлаштоване населення становило 274 особи. Основні галузі зайнятості: виробництво — 20,8 %, роздрібна торгівля — 17,9 %, транспорт — 14,6 %, публічна адміністрація — 14,6 %.